# Pegunungan Sewu
Pegunungan Sewu är en bergskedja i Indonesien. Den ligger i den västra delen av landet, 500 km sydost om huvudstaden Jakarta.